# رنو سامسونگ اس‌ام۷
رنو سامسونگ اس‌ام۷ (به انگلیسی: Renault Samsung SM7) خودرویی است که از سال ۲۰۰۴–کنون در شهر بوسان کره تولید شده‌است. طراحی آن موتور جلو و محور جلو بوده طول آن در حالت طبیعی ۴٬۹۴۵ میلیمتر (۱۹۴٫۷ اینچ)، عرض آن در حالت طبیعی ۱٬۷۹۰ میلیمتر (۷۰٫۵ اینچ) و ارتفاع آن در حالت طبیعی ۱٬۴۷۵ میلیمتر (۵۸٫۱ اینچ) است.

## نگارخانه

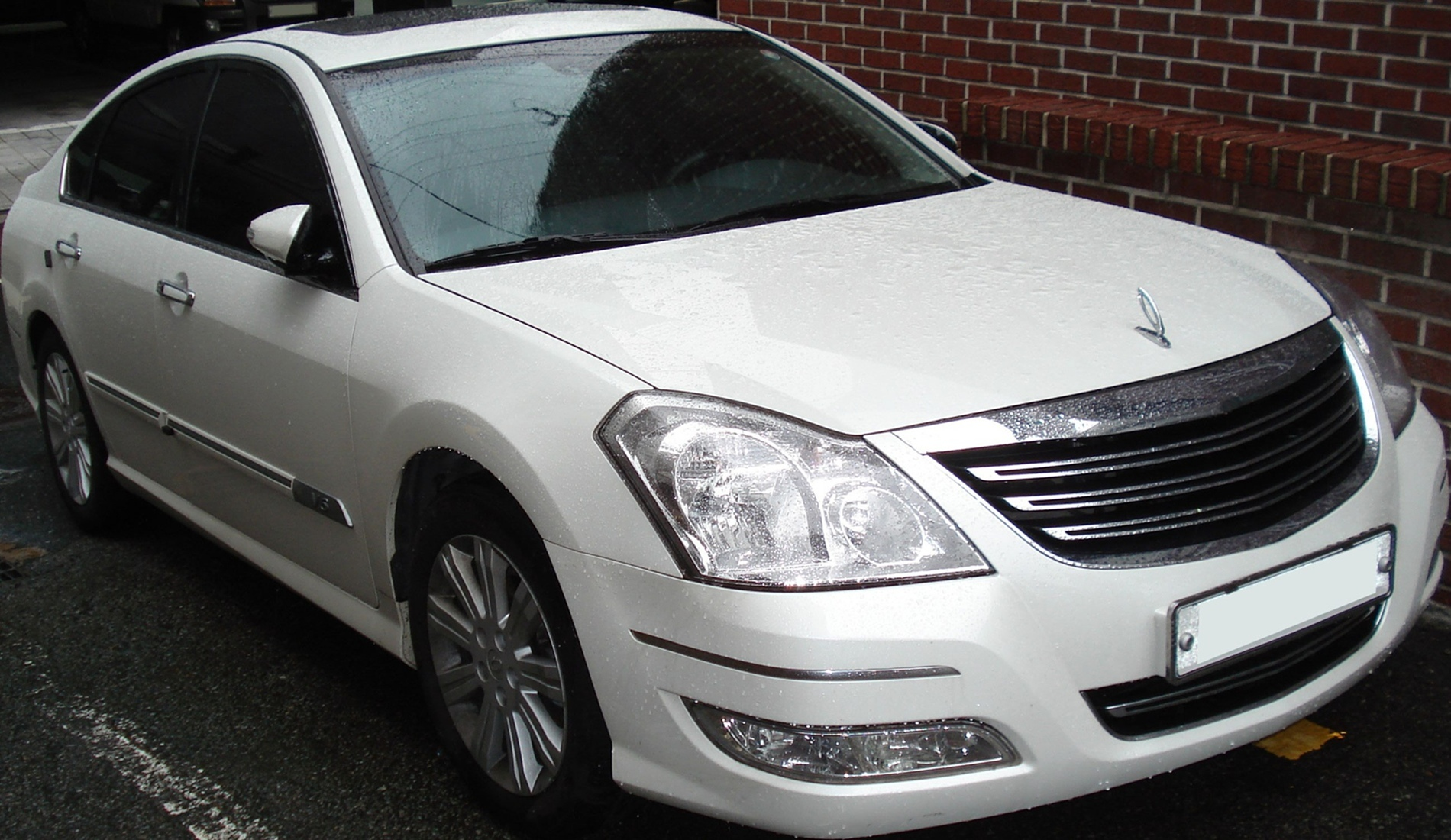
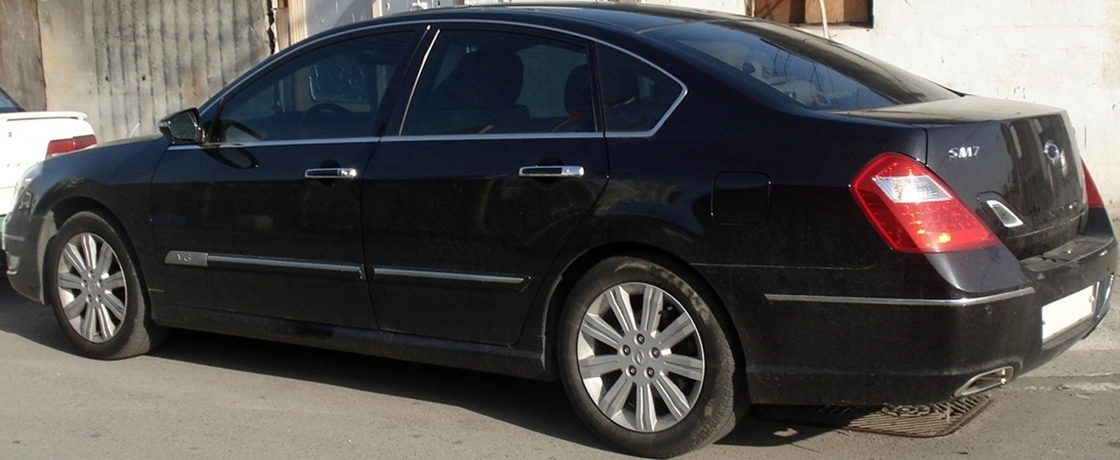